# Како сачувати ментално здравље деце у избеглиштву (књига)
Како сачувати ментално здравље деце у избеглиштву једна је од пет књига библиотеке И то је живот ауторке Ксеније Кондић, објављена 2000. године у издању Југословенског Црвеног крста и Међународне фередација друштава Црвеног крста и Црвеног полумесеца.

## О аутору
Ксенија Кондић (1934-2021), била је била специјалиста клиничке психологије, психотерапеут психоаналитичке оријентације, супервизор и редовни професор на Филозофском факултету у Београду. Више од двадесет година од самог оснивања Одељења за психологију Филозофског факултета у Нишу била је ангажована као предавач. Докторирала је на Филозофском факултету у Београду, на Одељењу за психологију, 1980. године. Аутор је 14 приручника и књига и преко 80 саопштења и научно-стручних радова објављених у земљи и иностранству. Неки од наслобва у којима је аутор или коаутор: Психологија Ја, Психодинамска развојна психопатологија, ДСТинтервју, Првих десет година живота, О деци и родитељима.

## О делу
Југословенски црвени крст и Међународна федерација друштава Црвеног крста и Црвеног полумесеца, свесни реалне опасности да се у избеглиштву може пореметити ментално здравље, покренули су библиотеку под називом И то је живот. Како сачувати ментално здравље деце у избеглиштву је једна од пет књига објављених у библиотеци која је посвећена теми менталног стаља избеглица.
Књига Како сачувати ментално здравље деце у избеглиштву скуп текстова о искуствима избеглиштва, ратним годинама, виђена дечијим очима. Текстови су производ разгвора ауторке са децом које је водила са циљем да им помогне. Сматра да постоји разлика између одраслих и деце када је у питању очување менталог здравља у ванредним животним околностима као што је избеглиштво. Недораслост - физичка и психичка , зависност - емоционална и физичка, дугогодишња потреба за заштитом одраслим, само су неки од бројних разлога које чине рат, избеглиштво, као и многе друге катастрофе, деца доживљавају на себи својствен, специфичан начин.
Кондић скреће пажњу на најчешће видове испољавања посттрауматског стресног поремећаја код деце. Истиче да је то важно због тога што истраживања показују да ће се психолочке последице ратне трауме код деце појавити и у одређеним карактеристикама личности (депресивност, анксиозност, агресивност...). Због тога је битно на време уочити проблем.
Ауторка у уводу своје књиге бележи:
"Једанаестогодишњи дечак летовао је код баке у Книну. Када му је било пет година, мајка је отишла у Немачку где је у новом браку и остала. Тата је погинуо на ратишту. Тог августа 1995. године његово летовање драматично је прекинуто. Он је са баком путовао дванаест дана са свим ужасима које су учесници книнске колоне доживели - бомбардовање, рањене, мртве - док су стигли код бакиног брата у село крај Београда. Дечак је ту наставио да живи у породици са пет чланова старијих од шездесет година. Упознајем га, када већ шест месеци не проговара ни реч, ћути ..."